# 振り返り学習
振り返り学習（ふりかえりがくしゅう／省察的学習）とは、学習における概念。成人教育や企業研修においては単に「振り返り」と表現される。
従来の教育では「おさらい」「復習」などと同様に扱われてきた表現だが、アクティブ・ラーニングの導入や、体験重視の学習、多様化する学習内容の定着のため「振り返り学習」が注目されるようになっている。
2017年（平成29年）公示の学習指導要領においても「振り返る」という表現が52か所見られ、学習指導要領総則編においても「振り返り（る）」という表現が31か所見られる。
振り返りの学習効果については、経済協力開発機構 (OECD)の『Education2030』でも
- 学習者自身の考えを改善する
- 経験から他の考えにつなげる
- メタ認知、自己認識、批判的思考、意思決定を導く

等の学習効果が「振り返り学習」にあるとする。
「振り返り学習」（省察的学習）の重要性についての言及は日本国内でも広がりつつあり、海外のprimaryschool～大学まで様々な学校のホームページ上でその重要性が指摘されている。